# Mohammed el-Búazízi
Ez a szócikk az arab neveket a Magyar Helyesírás Szabályai 221. pontja által a tudományos ismeretterjesztés számára megengedett nemzetközi átírást használja. Amennyiben létezik közismert magyar név, akkor a szócikkben az szerepel.
Tarek al-Tayyib Muhammad ibn Bouazizi (1984. március 29. – 2011. január 4.), ismertebb nevén Mohamed Bouazizi (arabul: محمد البوعزيزي), egy tunéziai utcai árus volt, aki 2010. december 17-én – miután elkobozták az árukészletét, és egy női tisztviselő megszégyenítette – felgyújtotta magát. Ez vezetett el a jázminos forradalom kirobbanásához, közvetve pedig az arab tavaszhoz. Ez a megmozdulássorozat az országban uralkodó gazdasági és társadalmi helyzetek elleni tüntetés volt. Bouazizi halálát követően a harag erőszakba torkollott, és ennek hatására elmenekült az országot 23 éve irányító Zín el-Ábidín ben Ali.
Bouazizi halála után több arab országban felfigyeltek erre a módszerre. Másutt is az autokrata kormányzat végét akarták úgy elérni, hogy felgyújtják magukat. Bouazizit és követőit gyakran „az új közel-keleti forradalom heroikus mártírjainak” nevezik.

## Fiatalkora és munkakeresése
Mohamed Bouazizi, akit a környéken Basboosa néven emlegettek, 1984. március 29-én Tunéziában Szidi Bú Zidban született. Apja – egy Líbiában dolgozó összeszerelő munkás – Bouazizi hároméves korában szívrohamban meghalt. Édesanyja röviddel később a gyerek nagybátyjához ment feleségül. Hat testvérével közösen Sidi Salah egyszobás vidéki iskolájában tanult. Több forrás szerint viszont egyetemi képesítést is szerzett. Samia Bouazizi azonban azt állította, hogy testvére soha nem járt felsőoktatási intézménybe. Az azonban igaz, hogy mindenki ezt szerette volna a családból. Mivel nagybátyja rosszul lett, és nem tudott rendszeresen dolgozni, Bouazizi tízéves kora óta többféle munkát is elvégzett. Tinédzser éveinek végén otthagyta az iskolát, hogy teljes munkaidőben tudjon pénzt keresni.
Bouazizi egy szerény stukkós házban élt Sidi Bouzid belvárosától 20 percnyi sétára, Tunézia egy olyan vidéki városában, melyet teljesen beszennyezett a korrupció. Az itteni munkanélküliségi rátát 30% körülire becsülik. Édesanyja, Mannoubia Bouazizi szerint jelentkezett a hadseregbe, de több más munkahelyhez hasonlóan itt is elutasították. Édesanyját, nagybátyját és fiatalabb testvéreit egyaránt támogatta. A havi 140 dolláros fizetéséből még egyik húgának egyetemi tanulmányait is finanszírozta. Termékeket árusított Sidi Bouzid utcáin, és ezzel szerezte meg a jövedelmét. Samia – egyik testvére – szerint egy kisfurgont akart venni, és azzal akart árulni.

## A termékek elkobzása és az önégetés
Bouazizi évek óta a helyi rendőrök célpontja volt. Már gyermekkorában is többször elkobozták a kis kocsit, melyen keresztül árusította a termékeket. Bouazizinak azonban nem volt sok választása, hogy miképp keresi meg a betevőre valót, így később is utcai árusként dolgozott. 2010. december 17-én délelőtt nagyjából 200 dollárnyi készpénz volt nála, amin árut akart vásárolni. Röviddel miután kinyitotta az eladó kocsiját, a rendőrök mindent lefoglaltak, mert nem volt kiskereskedelmi engedélye. Más források szerint Tunéziában nem szabad az utcán termékeket értékesíteni. Bouazizinek lehet, hogy hiányzott egy másik szükséges engedélye is. Sidi Bouzid állami hivatalának vezetője szerint az utcai árusításhoz azonban semmilyen külön engedélyre nincs szükség.
Más források szerint Bouazizi nem tudta megkenni a rendőröket, és emiatt nem folytathatta az utcai értékesítést. Bouazizi testvérei azzal vádolják a rendőrséget, hogy pénzt akartak kizsarolni a testvérüktől. A Reuters egyik interjújában az egyik nővér a következőket mondta: "Ön szerint mekkora terhet tesznek ezzel egy fiatal férfi vállára? Egy olyan emberére, akinek etetnie kell a családját, ehhez hitelből kell vásárolnia. Sidi Bouzidban kapcsolatok és megvesztegetés nélkül mindenkit megaláznak, inzultálnak, és nem hagyják, hogy szabadon éljen."
Bouazizit mindettől függetlenül egy 45 éves női önkormányzati tisztviselő, F. Hamdi alázta meg. Pofon vágta, civakodott vele, elkobozta az elektromos mérlegét, és ellökte a zöldséges kocsijától. Közben két másik kollégája is az árust ütlegelte. Még a halott apját is meggyalázta.  Az arab világban az a legrosszabb, mikor egy nő aláz meg egy férfit.
Ezen feldühödött, és elment panaszt tenni az önkormányzatnál. Miután a kormányzó nem akart vele találkozni, és nem hallgatta meg a panaszát, Bouazizi a következőt mondta: "'Ha látni se akarsz, felgyújtom magam,"' Ezután szerzett egy kanna benzint (vagy két kanna, festéshez használt olajat), és az önkormányzat előtt 11:30-kor felgyújtotta magát.
Bouazizi édesanyja nem tudta, mire készül a fia. Szerinte sokkal inkább a megalázás miatt gyújtotta fel magát, és nem azért, mert szegények voltak. "Mélyen megérintette, egészen a szívébe markolt."

## Halála és temetése

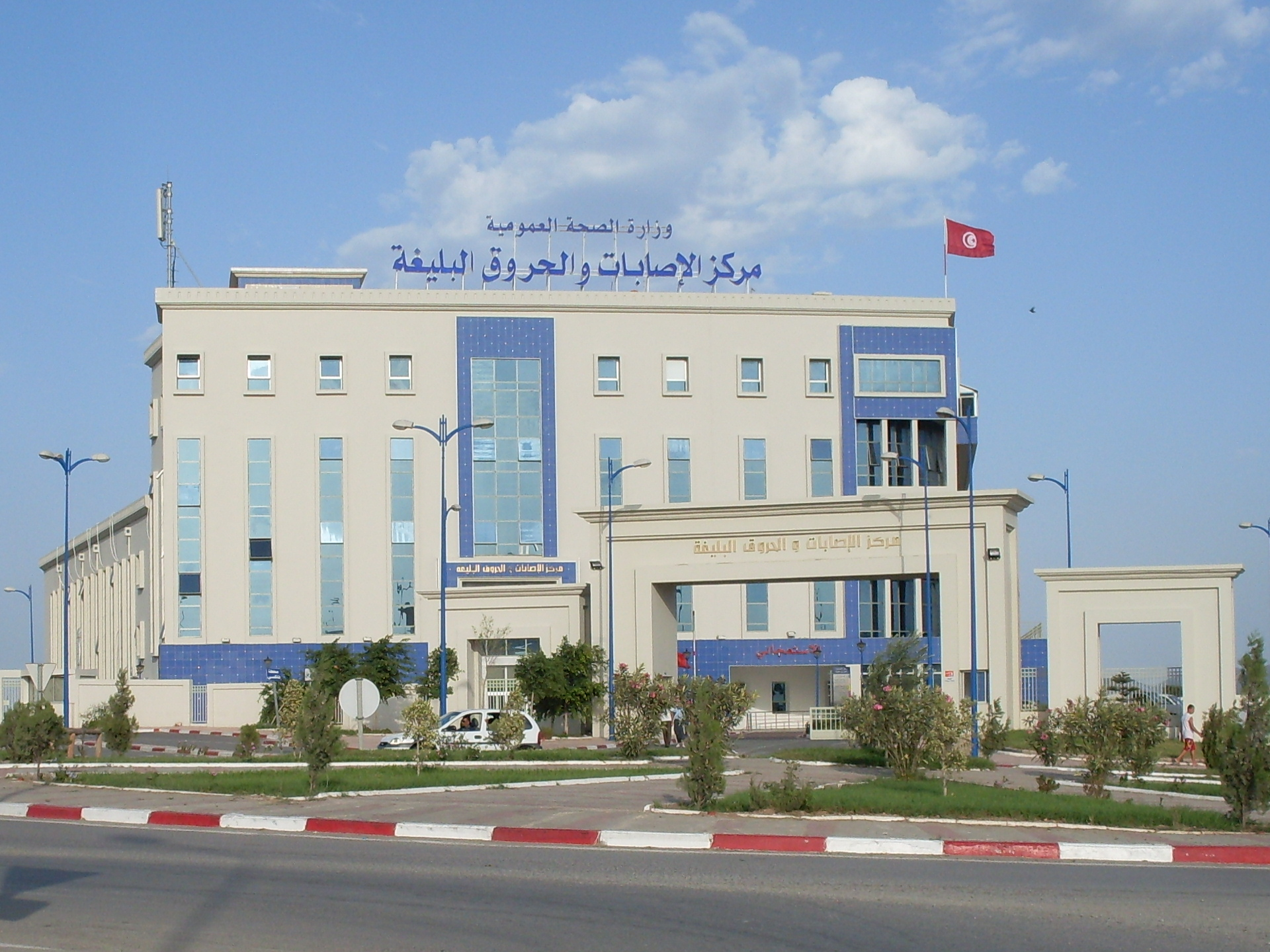
Ben Arous Burn és a Trauma Központ, ahol Bouazizi meghalt

Bouazizi családjának ügyvédje szerint mentőautóval Sidi Bouzidban egy egészségügyi intézménybe szállították. Ott rájöttek, hogy nem tudják ellátni az égési sérüléseket, és a több mint 100 km-re fekvő Szfakszba szállították. Ahogy egye inkább rá irányult a figyelem, átszállították Ben Aorusba az Égési és Traumatológiai Központba. Ben Ali akkori miniszterelnök itt látogatta meg. 2011. január 4-én helyi idő szerint 17:30-kor, 18 nappal az égés után itt vesztette életét.
Becslések szerint nagyjából 5000 ember vett részt azon a gyászszertartáson, mely Sidi Bouzidban kezdődött, és végighaladt Bouazizi faluján. A rendőrök azonban nem engedélyezték, hogy a menet érintse az önégetés pontos helyszínét. A tömegből többen ezt skandálták: "Ég veled, Mohammed, megbosszuljuk, ami veled történt. Ma mi sírunk, de teszünk róla, hogy azok is sírjanak, aki ezt tették veled." Garaat Bennour temetőjében, 20 kilométerre Sidi Bouzidban helyezték örök nyugalomra.